# Magnus (roman)
Pour les articles homonymes, voir Magnus.
Magnus est un roman français de Sylvie Germain, publié en 2005, qui a reçu le Prix Goncourt des lycéens et le Prix Liste Goncourt : le choix polonais.

## Résumé
Dans ce roman, un homme, Franz-Georg, à la mémoire lacunaire cherche sa véritable identité. Il souffre aussi d'avoir été adopté par la femme d'un médecin-tortionnaire nazi à la suite d'un bombardement où il perd la mémoire. Franz-Georg a un ours en peluche, Magnus, qui va l'accompagner tout au long du récit.

## Personnages
Magnus : personnage éponyme ayant perdu une partie de sa mémoire : il ne se souvient plus des cinq premières années de son existence à cause d'une grave maladie selon les dires de ses parents adoptifs. Orphelin adopté par les Dunkeltal, il est d'abord appelé Franz-Georg, puis change de nom plusieurs fois et prend enfin le nom de Magnus, en hommage à son ours en peluche, seul témoin des premières années de sa vie. Ses parents adoptifs fuient l'Allemagne pour éviter une arrestation à la suite des méfaits que son père (cf. Clemens Dunkeltal), a commis pendant la Seconde Guerre mondiale. La vie de Magnus est très fragmentée, parsemée de mensonges et d'oublis.
Peggy Bell : personnage à la chevelure rousse qui apparaît à plusieurs reprises dans la vie de Magnus. Ils se rencontrent pour la première fois un jour où elle rend visite aux Schmalker. Magnus lui avait alors volé un baiser ; ils ne se revoient que beaucoup plus tard en Angleterre. Elle est la première et dernière femme qu'il aura aimée.
Clemens Dunkeltal : père adoptif de Magnus et époux de Théa Dunkeltal, née Schmalker, il est dans l'après-guerre accusé d'avoir pratiqué en tant que médecin national-socialiste fasciste des actes pénalement répressibles sur les prisonniers des camps. Après sa fuite au Mexique et trois ans de cavale, il est déclaré mort sous le nom de Felipe Gómez Herrera. En réalité, il se cache en Autriche où Magnus le retrouve des années plus tard.
May Gleanerstones : femme que Magnus sauve à la suite de son voyage au Mexique, en lui évitant d'être fauchée par une voiture. De onze ans plus âgée que son sauveur, elle est mariée par pure formalité à son propre cousin homosexuel Térence. Magnus entretien pendant un certain temps une liaison avec elle. La mort de May, de maladie, met un terme à cette relation. 
Terence : Cousin et mari symbolique de May, il mène lui aussi une histoire d'amour avec Scott qu'il quittera après la mort de May.
Frère Jean : moine ermite attaché à l'abbaye Sainte-Marie de la Pierre-qui-Vire que Magnus rencontre pour la première fois pendant son immigration en France près du village de Bazoches. Il prend d'abord ce "moine clownesque" pour une femme. Personnage atypique, frère Jean prend soin de ses abeilles qui semblent lui apporter de l'affection. Il aide Magnus à retourner à la vie en lui faisant partager ce qu'il a découvert: malgré les souffrances dont est jalonnée la vie, celle-ci vaut la peine d'être vécue.
Lothar Schmalker : pasteur et oncle maternel adoptif de Magnus, il est marié avec une femme juive, raison pour laquelle il s'est éloigné de sa sœur Théa Dunkeltal. Résidant au Royaume-Uni, il accueille Magnus chez lui. Il compte beaucoup pour Magnus et sa mort l'attriste. Il aime tout particulièrement le "Sermon sur la Montagne" du Nouveau Testament que Magnus lui lit régulièrement lorsqu'il devient aveugle à la fin de sa vie.

## Accueil
La critique francophone apprécie ce roman frémissant sur la mémoire impossible d'un siècle de carnages,.